# Smart Fortwo (W453)
La sigla W453 identifica la terza generazione della Smart Fortwo, un'autovettura del tipo superutilitaria a due posti prodotta dal 2014 al marzo 2024 dalla casa automobilistica tedesca Smart.

## Profilo e contesto
Progettata sotto la direzione di Kai Sieber con il designer Michael Gebhardt, la terza generazione ha fatto il suo debutto ufficiale in tutto il mondo il 16 luglio 2014. Essa è stata sviluppata in cooperazione con la Renault. La terza generazione della Fortwo condivide circa il 70% delle sue parti e componenti con la terza generazione della Renault Twingo.
Dopo l'inizio degli ordini avvenuto il 31 luglio 2014, il modello è disponibile sul mercato dal 22 novembre 2014.
Anche se il modello non è diventato più lungo della seconda generazione, sia la larghezza di 1,66 metri che l'altezza di 1,55 metri sono stati aumentati. L'interasse è di 1,87 m. Il diametro di sterzata era a 6,95 m ed il diametro di sterzata più piccolo 7,30 m. Il bagagliaio può contenere 260 litri fino alla cappelliera e 350 litri fino al tetto.
Caratteristica della terza generazione è la griglia anteriore più ampia con disegno a nido d'ape con il logo anch'esso maggiorato nelle dimensioni. A causa dei requisiti minimi di protezione per i pedoni, la terza generazione ha una superficie frontale dal disegno diverso e più "morbido"; infatti Il coefficiente di resistenza aerodinamica è peggiorato rispetto al modello precedente, che ora è di 0,38,a causa dell'aumento della superficie frontale che passa dai 2,06 m² della vecchia serie agli attuali 2,25 m². Anche la forma dei fari è stata profondamente rivista, con una forma geometrica più semplice e luci diurne a LED a "U".

## Motori
La terza generazione della Fortwo è disponibile con due diversi motori, entrambi a 3 cilindri; un 1,0 litri aspirato da 71 CV e un turbo 0,9 litri (898 cc) da 90 CV. Tutte le versioni sono dotate di un cambio manuale a cinque marce o in opzione di una trasmissione automatica a doppia frizione a 6 marce al posto del precedente robotizzato. All'inizio del 2015 è stata introdotta una versione dalla potenza ridotta del motore da un 1,0 litri con 45 kW (61 CV). Tutti i motori soddisfano gli standard della classe emissiva Euro 6 e sono forniti di serie del sistema start-stop (non sulla versione da 45 kW). Diversamente dalla precedente generazione, nessun motore diesel è stato montato sulla citycar tedesca.
Durante lo sviluppo, Daimler aveva consultato la Ford per poter utilizzare il loro motore Ecoboost turbo a 3 cilindri da 1,0 litri, ma alla fine si è optato per dei motori di origine Renault.

## Produzione
Prima del suo debutto, il CEO della Smart Annette Winkler ha riportato che la Fortwo (terza generazione) insieme con la più grande Fourfour (seconda generazione) condivideranno fino al 70 percento dei loro componenti con la nuova Renault Twingo (terza generazione).
La Fortwo viene assemblata ad Hambach in Francia, la Forfour a fianco della Renault Twingo a Novo Mesto, in Slovenia.
L'Impianto di Hambach ha subito un aggiornamento di 200 milioni di euro a partire dalla metà del 2013 in preparazione per la costruzione della Fortwo.

## La fine dell’icona delle citycar e una possibile erede
Tuttavia a seguito delle scarse vendite e della collaborazione con il colosso cinese Geely, che segnerà poi il riposizionamento del marchio con la vendita della #1 e #3, la produzione della Smart fortwo cesserà ufficialmente nel marzo 2024 segnando la fine dell’iconico modello che da anni rappresentava il marchio, e che ha segnato una svolta nel concetto di citycar. Tuttavia si parla di un possibile debutto di un erede della fortwo, ossia di quella che probabilmente verrà chiamata Smart #2, che sarà sempre a due posti con una lunghezza di circa 2,7 metri, e sarà coerentemente con le altre vetture del brand totalmente elettrica, con una autonomia che punta a circa 300km, al momento però Smart sta cercando un partner con cui sviluppare il telaio, tuttavia la #2 potrebbe essere svelata nel corso del 2025 con un debutto commerciale che avverrà probabilmente nel 2026.